# Frontière entre la Pologne et l'Union européenne
La frontière entre la Pologne et la Communauté économique européenne puis l'Union européenne était, entre le 1er janvier 1973, date d'adhésion du Danemark à la Communauté économique européenne, et le 1er mai 2004, date d'adhésion de la Pologne à l'Union européenne, la frontière délimitant les territoires voisins sur lesquels s'exerçait la souveraineté de la Pologne ou de l'un des États alors membres de la Communauté économique européenne puis de l'Union européenne.

## Historique

### 1973-1990
De l'adhésion du Danemark à la Communauté économique européenne le 1er janvier 1973 à la réunification de l'Allemagne le 3 octobre 1990, la frontière euro-polonaise se superposait à la frontière dano-polonaise. Elle était alors entièrement maritime.

### 1990-1994
À la suite de la réunification de l'Allemagne le 3 octobre 1990, la frontière euro-polonaise a acquis une partie terrestre en s'allongeant de la frontière germano-polonaise.

### 1995-2004
Après l'adhésion de la Suède à l'Union européenne le 1er janvier 1995, la frontière euro-polonaise s'est allongée de la frontière polono-suédoise (entièrement maritime).

### Depuis 2004
Lors de l'adhésion de la Pologne à l'Union européenne le 1er mai 2004, cette frontière a cessé d'exister.